# 毛南五味子
毛南五味子（学名：Kadsura induta），为五味子科南五味子属下的一种。